# Arachis
Arachis L., 1753 è un genere di piante della famiglia delle Fabacee (o Leguminose) proprie del Sudamerica.
La specie più nota, Arachis hypogaea, è largamente coltivata in tutto il mondo.

## Descrizione
Le specie di questo genere sono tutte erbacee, annuali o perenni.
Le foglie sono composte, paripennate o eccezionalmente trifogliate.
I fiori, che hanno il tipico aspetto dei fiori delle leguminose (corolla "papilionacea"), sono riuniti in piccole infiorescenze sessili ascellari. Il colore è tipicamente giallo vivo.
I frutti sono legumi contenenti di solito soltanto uno o due semi e hanno la particolarità di essere frutti ipogei, nel senso che si conficcano nel terreno e qui maturano.

## Tassonomia
Inquadrato in precedenza nella tribù Aeschynomeneae, il genere Arachis è attualmente incluso nelle Dalbergieae.
Il genere comprende circa 80 specie:

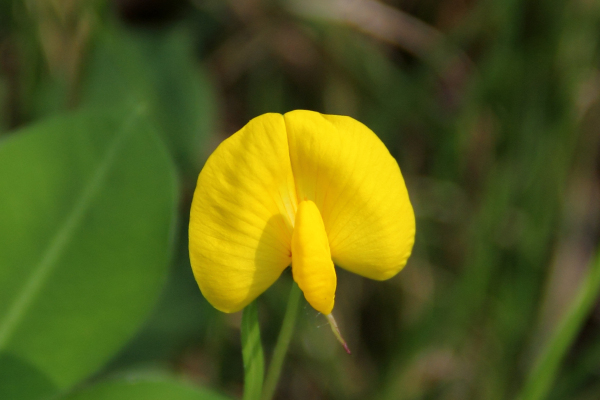
Arachis duranensis

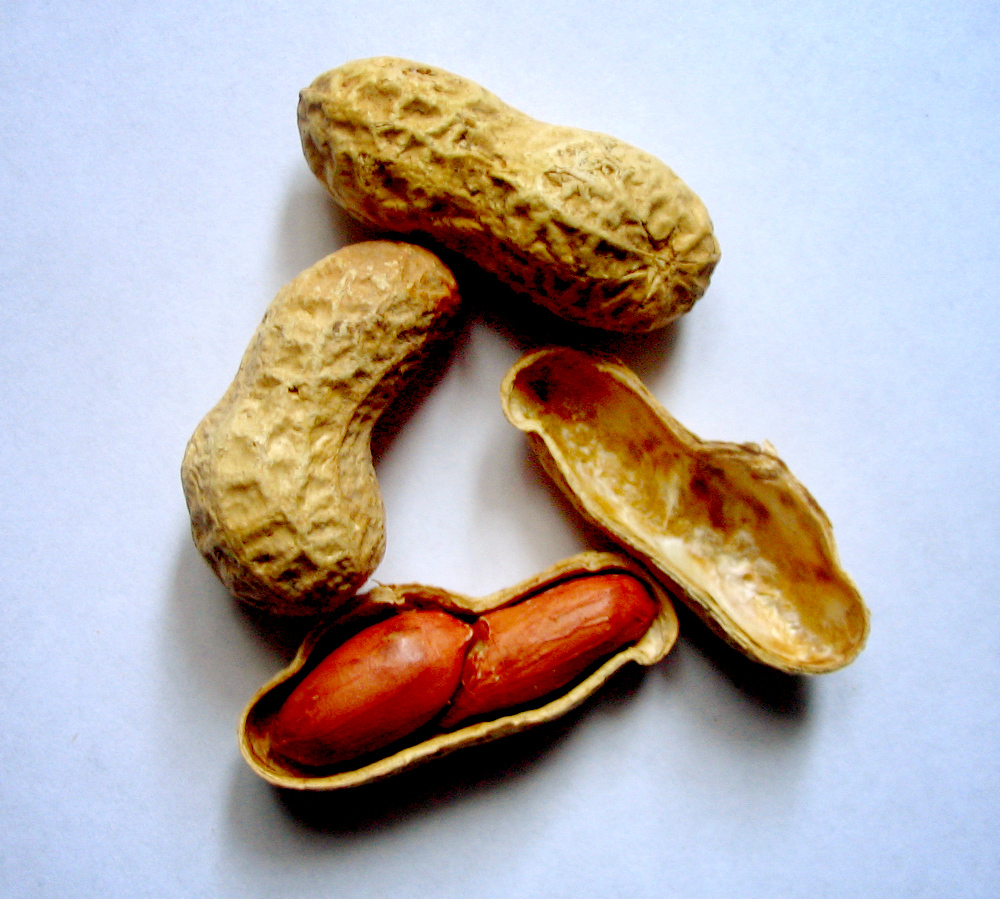
Il frutto di Arachis hypogaea

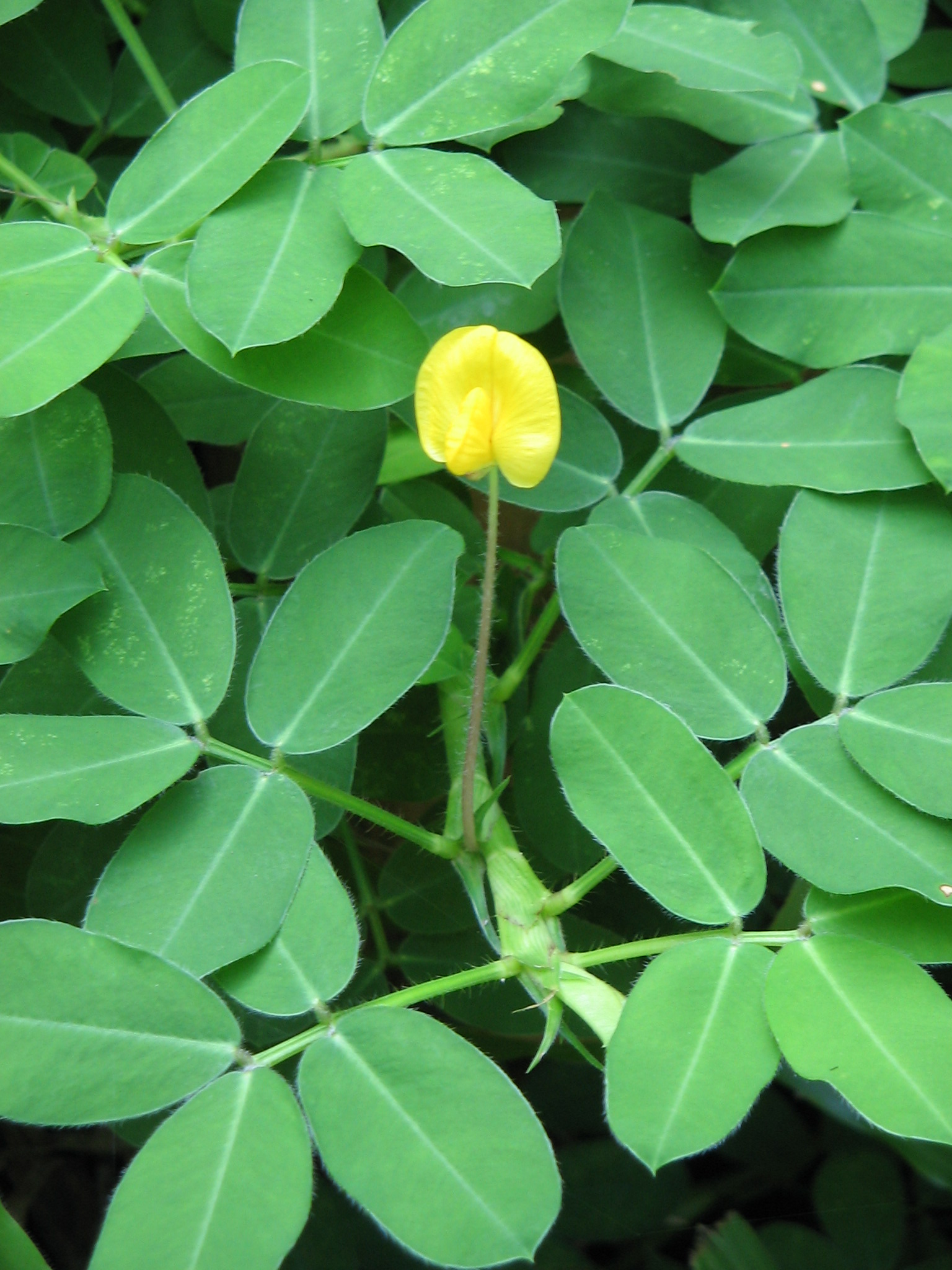
Arachis pintoi

- Arachis appressipila Krapov. & W.C.Greg.
- Arachis archeri Krapov. & W.C.Greg.
- Arachis batizocoi Krapov. & W.C.Greg.
- Arachis benensis Krapov., W.C.Greg. & C.E.Simpson
- Arachis benthamii Handro
- Arachis brevipetiolata Krapov. & W.C.Greg.
- Arachis burchellii Krapov. & W.C.Greg.
- Arachis burkartii Handro
- Arachis cardenasii Krapov. & W.C.Greg.
- Arachis chiquitana Krapov., W.C.Greg. & C.E.Simpson
- Arachis correntina (Burkart) Krapov. & W.C.Greg.
- Arachis cruziana Krapov., W.C.Greg. & C.E.Simpson
- Arachis cryptopotamica Krapov. & W.C.Greg.
- Arachis dardani rapov. & W.C.Greg.
- Arachis decora Krapov., W.C.Greg. & Valls
- Arachis diogoi Hoehne
- Arachis douradiana Krapov. & W.C.Greg.
- Arachis duranensis Krapov. & W.C.Greg.
- Arachis giacomettii Krapov., W.C.Greg., Valls & C.E.Simpson
- Arachis glabrata Benth.
- Arachis glandulifera Stalker
- Arachis gracilis Krapov. & W.C.Greg.
- Arachis gregoryi C.E.Simpson, Krapov. & Valls
- Arachis guaranitica Chodat & Hassl.
- Arachis hassleri Krapov., Valls & C.E.Simpson
- Arachis hatschbachii Krapov. & W.C.Greg.
- Arachis helodes Mart. ex Krapov. & Rigoni
- Arachis hermanii Krapov. & W.C.Greg.
- Arachis herzogii Krapov., W.C.Greg. & C.E.Simpson
- Arachis hoehnei Krapov. & W.C.Greg.
- Arachis hypogaea L.
- Arachis inflata Seijo, Atahuachi, C.E.Simpson & Krapov.
- Arachis interrupta Valls & C.E.Simpson
- Arachis ipaensis Krapov. & W.C.Greg.
- Arachis jacobinensis Valls & C.E.Simpson
- Arachis kempff-mercadoi Krapov., W.C.Greg. & C.E.Simpson
- Arachis krapovickasii C.E.Simpson, D.E.Williams, Valls & I.G.Vargas
- Arachis kretschmeri Krapov. & W.C.Greg.
- Arachis kuhlmannii  Krapov. & W.C.Greg.
- Arachis lignosa (Chodat & Hassl.) Krapov. & W.C.Greg.
- Arachis linearifolia Valls, Krapov. & C.E.Simpson
- Arachis lutescens Krapov. & Rigoni
- Arachis macedoi Krapov. & W.C.Greg.
- Arachis magna Krapov., W.C.Greg. & C.E.Simpson
- Arachis major Krapov. & W.C.Greg.
- Arachis marginata Gardner
- Arachis martii Handro
- Arachis matiensis Krapov., W.C.Greg. & C.E.Simpson
- Arachis microsperma Krapov., W.C.Greg. & Valls
- Arachis monticola Krapov. & Rigoni
- Arachis nitida Valls, Krapov. & C.E.Simpson
- Arachis oteroi Krapov. & W.C.Greg.
- Arachis palustris Krapov., W.C.Greg. & Valls
- Arachis paraguariensis Chodat & Hassl.Arachis pflugeae C.E.Simpson, Krapov. & Valls
- Arachis pietrarellii Krapov. & W.C.Greg.
- Arachis pintoi Krapov. & W.C.Greg.
- Arachis porphyrocalyx Valls & C.E.Simpson
- Arachis praecox Krapov., W.C.Greg. & Valls
- Arachis prostrata Benth.
- Arachis pseudovillosa (Chodat & Hassl.) Krapov. & W.C.Greg.
- Arachis pusilla Benth.
- Arachis repens Handro
- Arachis retusa Krapov., W.C.Greg. & Valls
- Arachis rigonii Krapov. & W.C.Greg.
- Arachis schininii Krapov., Valls & C.E.Simpson
- Arachis seridoensis Valls, C.E.Simpson, Krapov. & R.Veiga
- Arachis sesquijuga Valls, L.C.Costa & Custodio
- Arachis setinervosa Krapov. & W.C.Greg.
- Arachis simpsonii Krapov. & W.C.Greg.
- Arachis stenophylla Krapov. & W.C.Greg.
- Arachis stenosperma Krapov. & W.C.Greg.
- Arachis subcoriacea Krapov. & W.C.Greg.
- Arachis submarginata Valls, Krapov. & C.E.Simpson
- Arachis trinitensis Krapov. & W.C.Greg.
- Arachis triseminata Krapov. & W.C.Greg.
- Arachis tuberosa Bong. ex Benth.
- Arachis valida Krapov. & W.C.Greg.
- Arachis vallsii Krapov. & W.C.Greg.
- Arachis veigae S.H.Santana & Valls
- Arachis villosa Benth.
- Arachis villosulicarpa Hoehne
- Arachis williamsii Krapov. & W.C.Greg.

## Usi
Arachis hypogaea (l'arachide in senso proprio, detta anche nocciolina americana) è largamente coltivata in tutto il mondo, nei climi caldi e tropicali.
La coltivazione di Arachis pintoi si è diffusa anche fuori del Sudamerica come pianta per foraggio.
Altre specie sono coltivate localmente in Sudamerica.